# Torrecilla de los Ángeles
Torrecilla de los Ángeles is een gemeente in de Spaanse provincie Cáceres in de regio Extremadura. Torrecilla de los Ángeles heeft 640 inwoners (1 januari 2016).

## Aangrenzende gemeenten
Torrecilla de los Angeles heeft een oppervlakte van 43 km² en grenst aan de gemeenten Hernán-Pérez, Pinofranqueado, Santa Cruz de Paniagua en Villanueva de la Sierra.

## Burgemeester
De burgemeester van Torrecilla de los Angeles is Juan Jesús Llano Sánchez.

## Demografische ontwikkeling
Bron: INE, 1857-2011: volkstellingen

## Galerij

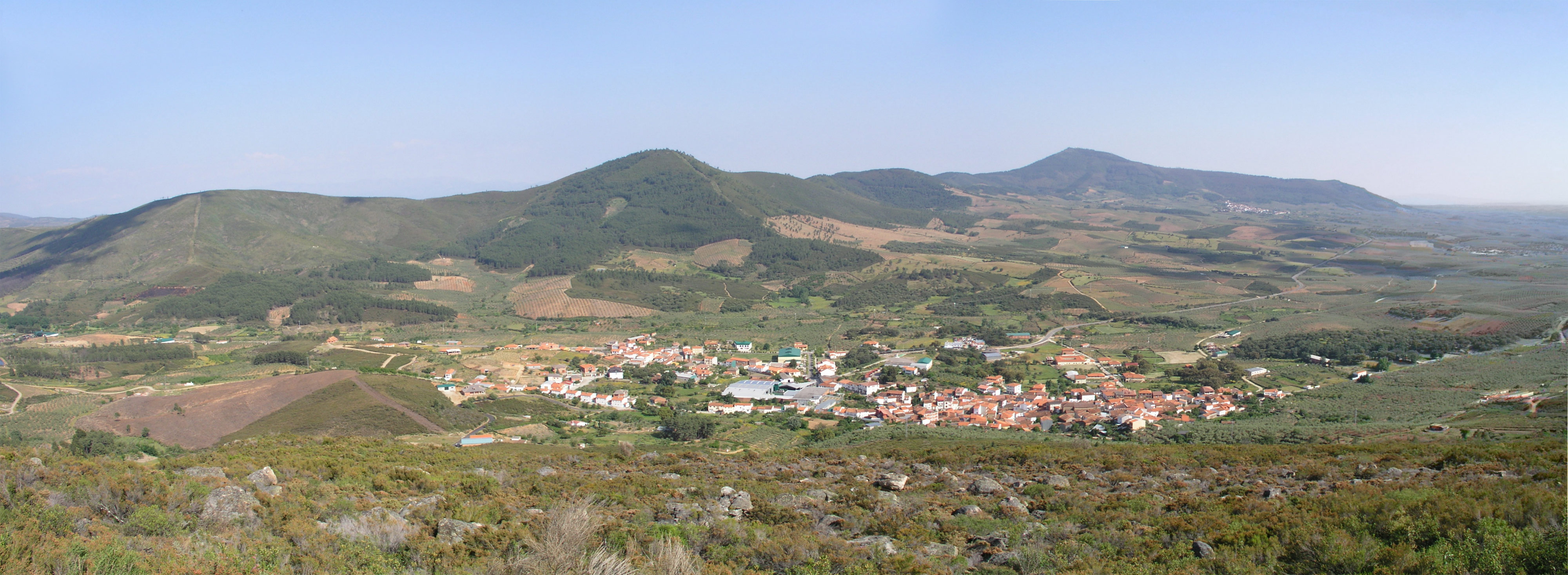
Uitzicht op Torrecilla de los Ángeles
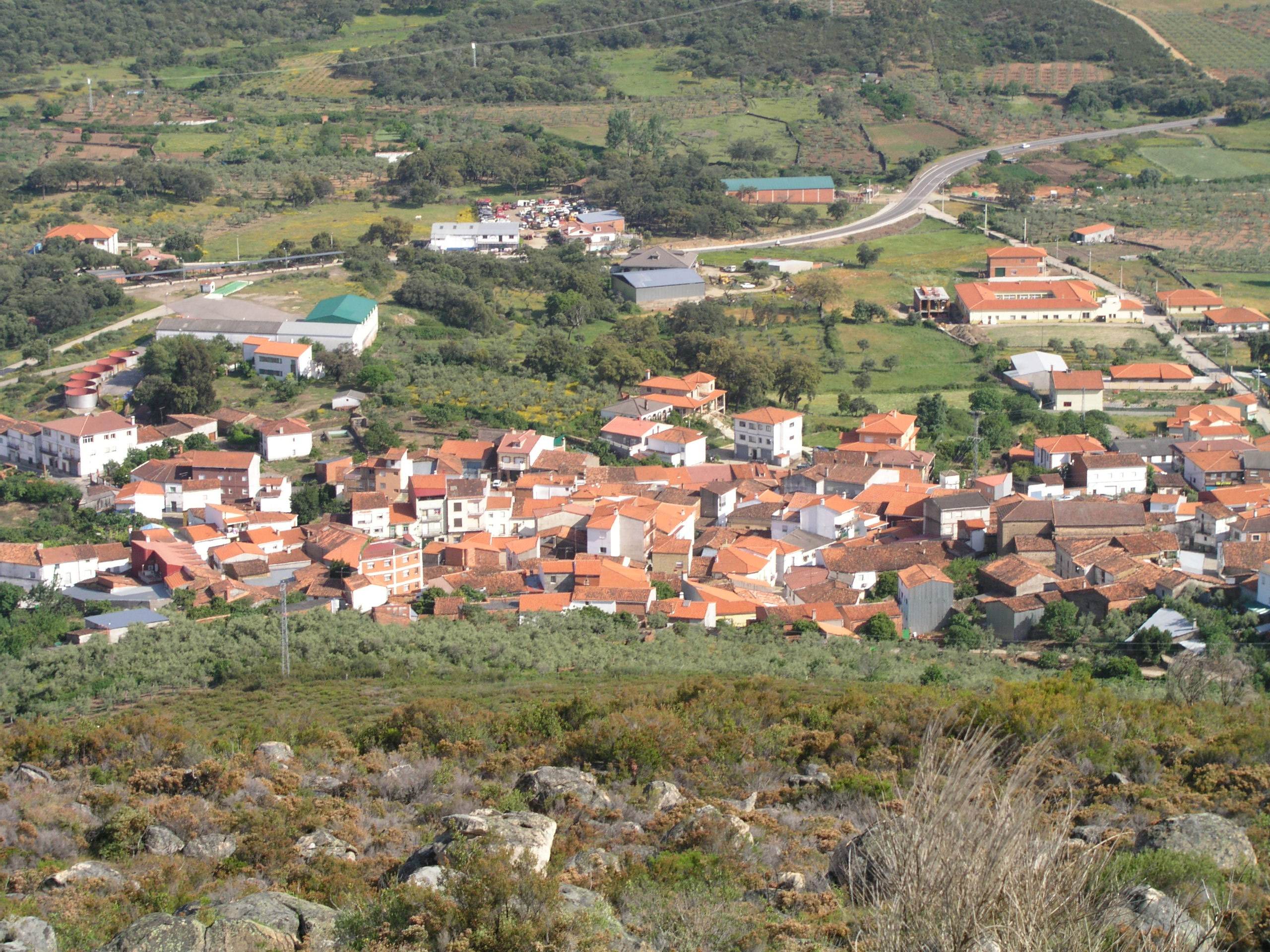
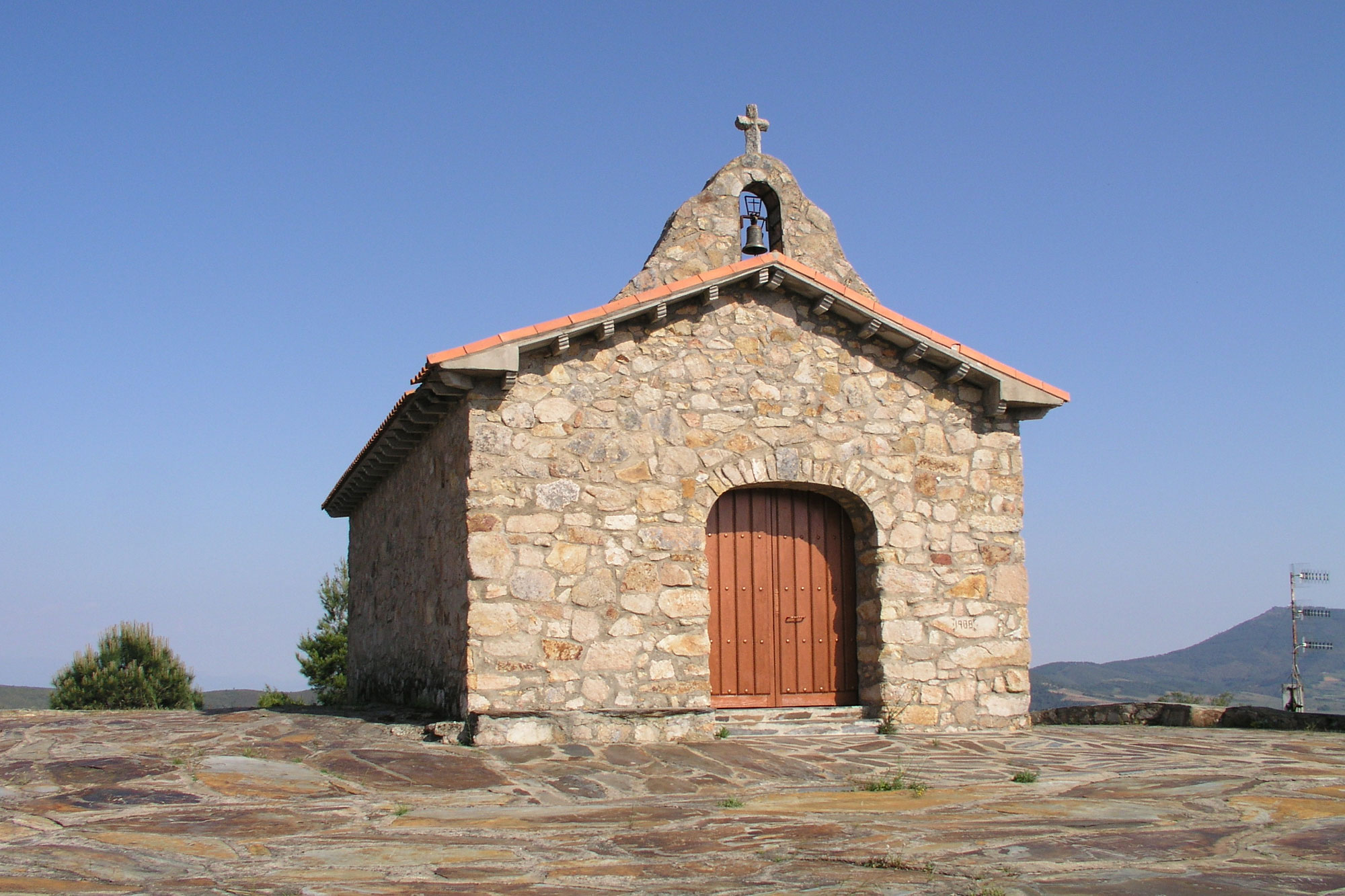
Kappeletje in Torrecilla de los Ángeles